# メリルハースト大学
メリルハースト大学（メリルハーストだいがく、Marylhurst University）は、アメリカ合衆国オレゴン州メリルハーストに本拠地を置くカトリック系の私立大学。2007年現在、US News & World Report's Best Colleges による大学ランキングでは、Best Universities - Master's (Western Region) の評価を7年連続で受け続けている。
1893年、ソサイエティー・オブ・シスターズ（Society of Sisters of the Holy Names of Jesus and Mary）がセントメアリー・アカデミーカレッジ（St. Mary's Academy and College）を開学。1930年にメリルハースト・カレッジ (Marylhurst College) に改称され、1959年には独立法人化を果たした。1998年、メリルハースト大学（Marylhurst University）に改称された。

## 提供学位

### 学士号
- 人類学 (Anthropology)
- 芸術 (Art)
- ビジネス・リーダーシップ (Business and Leadership)
- コミュニケーション (Communication)
- 文化歴史学 (Cultural and Historical Studies)
- 英文学 (English Literature and Writing)
- 人間学 (Human Studies)
- 学際分野研究 (Interdisciplinary Studies)
- インテリアデザイン (Interior Design)
- 音楽 (Music)
- 音楽療法 (Music Theorapy)
- 組織コミュニケーション (Organizational Communication)
- 心理学 (Psychology)
- 不動産学 (Real Estate Studies)
- 宗教学 (Religious Studies)
- 理学 (Science)
- 社会学 (Sociology)

### 大学院学位
- 文学修士号：芸術療法カウンセリング (Master of Arts in Art Therapy Counseling, MA)
- 経営学修士 (Master of Business Administration, MBA)
- 文学修士号：学際分野研究 (Master of Arts in Interdisciplinary Studies, MA)
- 文学修士号：応用神学 (Master of Arts in Applied Theology, MA)
- 神学修士号 (Master of Divinity, M.Div.)
- 聖職博士号（Doctorate of Ministry、サンフランシスコ神学校との共同授与）